# Accordi franco-armeni
L’accordo franco-armeno del 27 ottobre 1916 è stata un'intesa politica e militare concernente il sostegno al Movimento di Liberazione Nazionale dell'Armenia, schieratosi al fianco dell'Intesa durante la prima guerra mondiale.

## L'accordo
Il negoziato che portò alla conclusione dell'accordo venne condotto dal Boghos Nubar e dai diplomatici del Quai d'Orsay. Con questo accordo il Ministro degli Esteri francese Aristide Briand sperava di poter ottenere dagli Armeni ulteriori uomini da schierare contro l'Impero Ottomano.
Venne così costituita una Legione franco-armena che, sotto il comando del generale Edmund Allenby, combatté in Siria e Palestina.